# Kanton Damigny
Damigny  is een kanton van het Franse departement Orne. Het kanton maakt deel uit van het arrondissement Alençon.

In 2019 telde het 13.649 inwoners.

Het kanton werd gevormd ingevolge het decreet van 25 februari 2014 met uitwerking op 22 maart 2015, met Damigny als hoofdplaats.

## Gemeenten
Het kanton omvat volgende gemeenten:
- Colombiers
- Condé-sur-Sarthe
- Cuissai
- Damigny
- La Ferrière-Bochard
- Gandelain
- Héloup
- Lalacelle
- Lonrai
- Mieuxcé
- Pacé
- La Roche-Mabile
- Saint-Céneri-le-Gérei
- Saint-Denis-sur-Sarthon
- Saint-Nicolas-des-Bois
- Valframbert